# São João (Pernambuco)
São João is een gemeente in de Braziliaanse deelstaat Pernambuco. De gemeente telt 22.087 inwoners (schatting 2009).
De gemeente grenst aan Jupi, Jucati, Palmeirina, Angelim en Garanhuns.

## Geboren
- Mariano Ferreira Filho, "Mariano" (1986), voetballer